# Gabinete de México

Sello de México, usado por las autoridades, principalmente las secretarías de Estado.

El Gabinete de México es la denominación informal que recibe un conjunto de entidades de la Administración Pública Federal. Es un grupo de colaboradores que asisten, para el cumplimiento de sus atribuciones y funciones, al presidente de México, el cual lo encabeza. Los titulares y la estructura del gabinete son los responsables del diseño, aplicación, evaluación y garantía de las políticas públicas en el ámbito de sus competencias en materia de gobernabilidad, fuerzas armadas, seguridad pública, economía, relaciones exteriores, servicios públicos (educación, salud, empleo, vivienda, alimentación), infraestructura, medio ambiente, contraloría, entre otras áreas de responsabilidad del Gobierno Federal.
La Constitución Política de los Estados Unidos Mexicanos contempla dichas instituciones en cinco artículos del mismo apartado (Título III, Capítulo III) que definen al poder ejecutivo federal, que recae únicamente en el presidente de la República, por lo que el gabinete no es depositario de dicho poder, sino un grupo de entidades formalizada en distintos sectores para que pueda atender sus tareas gubernamentales, ya sean para funciones básicas, complementarias, coyunturales o emergentes.
La Administración Pública Federal, según la carta magna y su ley orgánica, se divide en centralizada y paraestatal. Las obligaciones, facultades, requisitos y restricciones a los distintos cargos están determinadas por la Ley Orgánica de la Administración Pública Federal. El principal componente del gabinete son las secretarías de Estado, pero además existen organismos, órganos, empresas estatales y fideicomisos públicos en las que las secretarías pueden o no tener injerencia, pero que igualmente forman parte del gabinete.
El presidente está facultado para nombrar y remover libremente a los miembros del gabinete, así como para decretar la creación de nuevas entidades de la Administración Pública Centralizada. No obstante, el Congreso de la Unión como congreso general o a través de alguna de sus dos cámaras tiene entre sus funciones la ratificación de algunos funcionarios, la inspección de algunas políticas públicas y las reformas hechas a las leyes relacionadas con la Administración Pública Federal.
Históricamente el gabinete se ha dividido en el «gabinete legal»: compuesto por los titulares de las secretarías de Estado, la Consejería Jurídica del Ejecutivo Federal y la hoy extinta Procuraduría General de la República; y en el «gabinete ampliado»: compuesto por las empresas de participación estatal mayoritaria, organismos descentralizados, órganos administrativos desconcentrados y fideicomisos públicos. Si bien la Oficina de la Presidencia de la República formalmente está integrada a la Administración Pública Federal, comúnmente no se considera parte del gabinete legal, pues cuenta con su propia estructura y normatividad, trabajando directamente con el titular del ejecutivo.

## Historia

### Antecedentes
La Secretaría de la Cámara del Virreinato, instituida en 1756, fue la encargada de auxiliar al virrey de la Nueva España. Anteriormente las únicas entidades en las que se podía apoyar el virrey eran la Real Hacienda, la Real Audiencia y el Tribunal de Cuentas. La Secretaría permitió la formalización de la carrera de administración pública ejercida por funcionarios. En años siguientes, José de Gálvez y Gallardo, uno de los principales promotores de las reformas borbónicas, en su encargo como visitador general (1765-1769) se dio la tarea de darle un cuerpo jurídico a dicha secretaría.
Con el paso del tiempo se dio la especialización de los funciones que conformaban la Cámara del Virreinato, y para 1797 durante el virreinato de Juan Vicente de Güemes, se había organizado en cuatro mesas temáticas, cada una precedida por un departamento:
- El Departamento Primero atendía las obras del Palacio Virreinal, el Fondo Piadoso de Californias, los correos provenientes del extranjero y de los municipios, el desagüe de Huehuetoca y la dirección de la mitad de las intendencias.
- El Departamento Segundo atendía las finanza y rentas del virreinato, así como la dirección del Tribunal de Minería y la Academia de San Carlos.
- El Departamento Tercero atendía los tribunales y asuntos eclesiásticos, así como todo lo relacionado con la asistencia pública (hospitales, montes de Piedad y el Jardín Botánico del Palacio Virreinal).
- El Departamento Cuarto atendía cualquier asunto de tipo militar.

En el contexto de los documentos fundacionales u organizativos del movimiento insurgente acaecidos en el marco de la Guerra de Independencia se pueden mencionar algunos casos. Los Elementos Constitucionales de 1812, el primer precedente del constitucionalismo mexicano, en concordancia con la concepción de Gobierno de un Estado nación surgido del pensamiento liberal europeo —que concibe al poder ejecutivo como responsable de la seguridad y ejecución de las leyes; la defensa y ejercicio de la soberanía; y la administración de la economía—, se basó en la Secretaría de la Cámara del Virreinato para delinear tres eventuales «despachos de negocios»: Gracia y Justicia, Guerra y Hacienda.
Posteriormente el Decreto Constitucional para la Libertad de la América Mexicana de 1814 mencionaba la facultad del Supremo Gobierno (depositario del poder ejecutivo) para formar ministerios o despachos en el ejercicio de sus deberes, pero salvo el apartado que detallaba al de Hacienda, no especificó ningún otro.

### SigloXIX

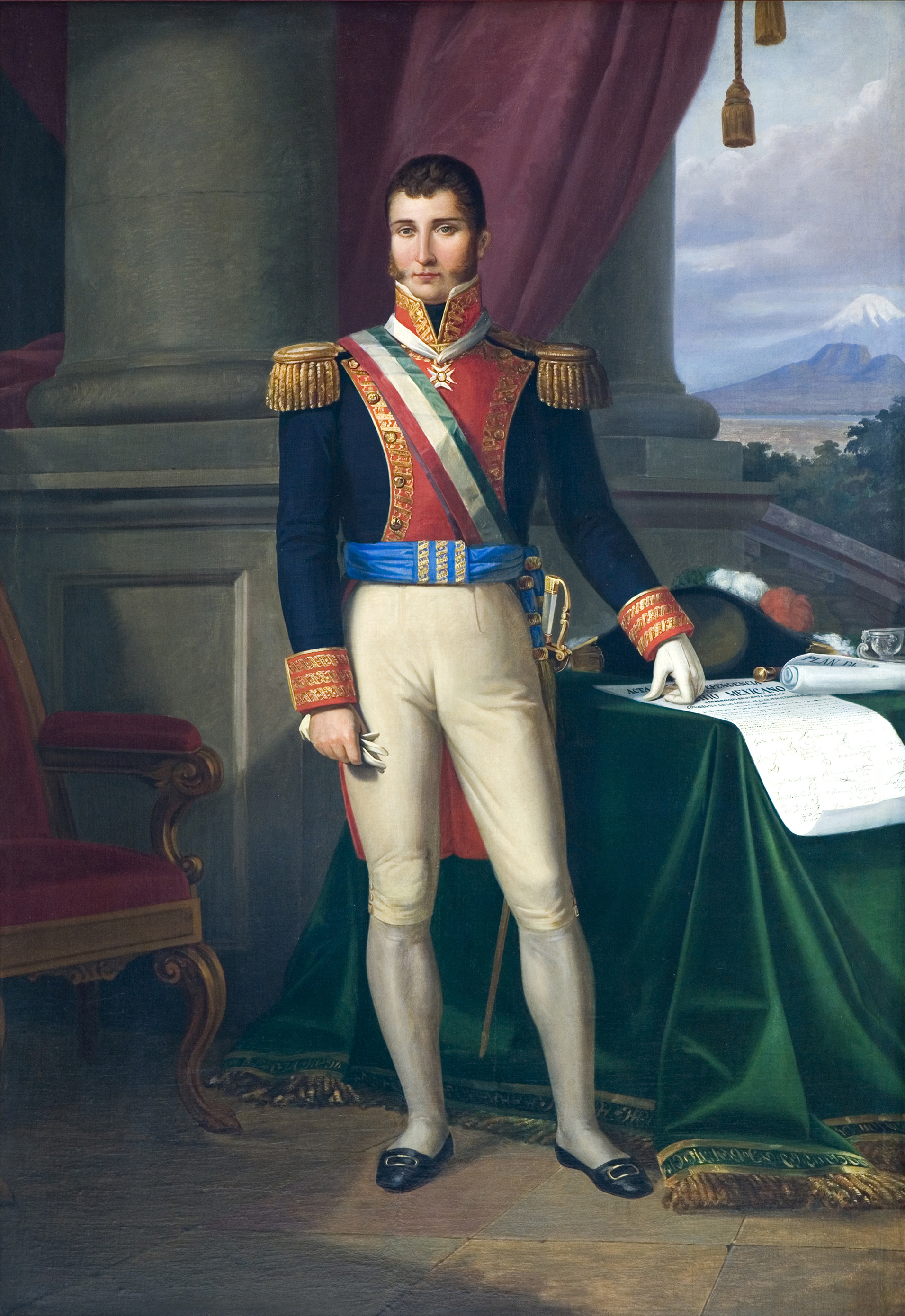
Agustín de Iturbide como presidente de la primera y segunda regencias imperiales organizó los primeros cuatro secretarías de Estado con base en los cuatro departamentos de la Cámara del Virreinato.

Luego de consumada la guerra de independencia los Tratados de Córdoba acordaron que el nuevo país se organizaría bajo una monarquía constitucional cuya corona se ofrecería al Fernando VII de España, o en su defecto, a los sucesivos herederos del trono español. 
El 8 de noviembre de 1821, la Junta Provisional Gubernativa (con facultades legislativas) promulgó el Reglamento para su Gobierno Interior y Exterior de las Secretarías de Estado, donde quedó formalmente establecido que la Regencia del Imperio (encargado del ejecutivo, hasta el nombramiento del emperador) dispusiera de cuatro «secretarías de Estado y del Despacho»: Secretaría de Estado y del Despacho de Relaciones Exteriores e Interiores, Secretaría de Estado y del Despacho de Guerra y Marina, Secretaría de Estado y del Despacho de Hacienda y Secretaría de Estado y del Despacho de Justicia y Negocios Eclesiásticos. Respectivamente encargados: de las funciones básicas del gobierno, incluyendo las relaciones con los otros los poderes centrales y gobiernos provinciales, así como de la política exterior; de la creación y organización de unas fuerzas armadas, integradas por un ejército de tierra y una armada; de la administración de los ingresos y egresos del imperio; y de la atención y vínculo de los asuntos judiciales y clericales.
Las características y obligaciones de cada uno de estos despachos quedaron ratificados en el Reglamento Provisional Político del Imperio Mexicano del 23 de febrero de 1822, que depositó sus facultades con la categoría de ministerios, ya con el reinado del emperador Agustín I. Siendo estas primordialmente:

Secretaría de Estado y del Despacho de relaciones exteriores é interiores.
- 1.- A la secretaría de Estado y del Despacho de relaciones exteriores é interiores tocan y pertenecen todas las relaciones diplomáticas de las cortes extrangeras.—
  - 2º la direccion general de correos, composiciones de caminos, calzadas, puentes y demas…… con la provision de todos los empleados de este vasto ramo, inclusos los correos de gabinete:--
  - 3º y último; todo lo demas que sea puramente de estado.

- 2.- Todos los ramos económicos y políticos del reino, como son gefes políticos de provincias, ayuntamientos constitucionales, mayordomías de propios y arbitrios, y la provision general de todos los empleados de estos ramos.

Secretaría de Estado y del Despacho universal de justicia y negocios eclesiásticos.
- 1.- A la secretaría de Estado y del Despacho universal de justicia y negocios eclesiásticos, corresponden todos los negocios de los consejos que haya, tribunales supremos, jueces y demas autoridades civiles del reino; cuyas consultas de pleitos, causas y demas deben despacharse por ella, como tambien las plazas de todos los individuos de que se compongan, inclusos los escribanos de todas clases.
- 2.- Los asuntos generalmente eclesiásticos, la presentacion de los arzobispados, obispados, canongías, curatos, beneficios y demas empleos de este vasto ramo.
- 3.- Lo perteneciente á todas las religiones seculares, y regulares, inclusas la provision de sus empleos y definiciones de sus capítulos.
- 4.- Todo lo correspondiente á las tres juntas supremas que debe haber de cirugía, medicina y farmacia, con el albeiterado, y los empleos de estos vocales y sus subalternos.
- 5.- Todos los empleados de la servidumbre en general del palacio imperial, tanto eclesiástico como secular, incluso el juez privativo que deben tener estos individuos: sus asuntos de todas clases y la provision de todos sus empleos.

Secretaría de Estado y del Despacho de Guerra y Marina.
- 1.- A la secretaría de Estado y del Despacho de la Guerra y Marina corresponden todos los asuntos pertenecientes á las armas y guerra de mar y tierra.
- 2.- La provision general de los empleos de este vasto ramo.

Secretaría de Estado y del Despacho de Hacienda.
- 1.- A la secretaría de Estado y del Despacho universal de Hacienda corresponden todos los negocios pertenecientes á la Hacienda pública en sus diversas rentas.
- 2.- La provision inmediata ó aprobacion en su caso de todos los empleos de rentas.

Con la disolución del Primer Imperio y la eventual conformación de una república federal no se suscitó ningún tipo de cambio en la organización del gabinete, más que el cambio de denominación de los ministerios de «secretaría de Estado y del Despacho» a simplemente «secretaría de Estado», que trajo consigo el acortamiento de tres secretarías.

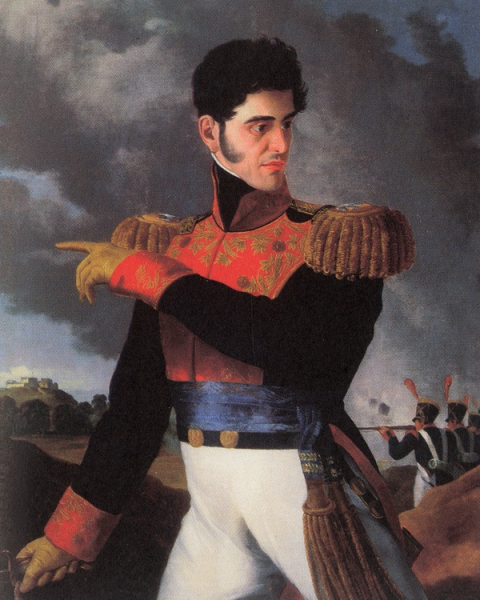
Antonio López de Santa Anna fue el primero en dividir las actuales las secretarías Gobernación y Relaciones Exteriores (que no sería definitiva hasta 1867) y el primero en crear una nueva secretaría de Estado (el Ministerio de Fomento, Colonización, Industria y Comercio).

El número de nuevas miembros en el gabinete presidencial ciertamente creció a lo largo del siglo xix pero de una forma bastante lenta. La próxima vez que se perturbó la organización del gabinete fue en 1837 con las Siete Leyes con el establecimiento de la República Centralista (México), un sistema centralista, en la que se cambió de denominación de «secretaría de Estado» a «ministerio» para relejar dicho cambio, y hubo un efímero intento de dividir la Secretaría de Estado y del Despacho de Relaciones Exteriores e Interiores en dos: el Ministerio del Interior y el Ministerio de Relaciones Exteriores, encargados de la política interior y exterior, respectivamente; sin embargo, debido a la inestabilidad política de la época, el cambio se anuló en 1841 cuando se volvió a juntar en un solo ministerio: primero con la denominación de Ministerio de Relaciones Interiores y Exteriores (1841-1842) y Ministerio de Relaciones Exteriores, Gobernación y Policía (1842-1853). Entre los cambios significativos, estuvo la ampliación de facultades del área de Justicia y Negocios Eclesiásticos, cuando en 1841 se llamó Ministerio de Justicia, Negocios Eclesiásticos, Instrucción Pública e Industria.
En 1853, durante el último gobierno de Antonio López de Santa Anna, surgió la quinta dependencia del gobierno nacional. El entonces llamado Ministerio de Fomento, Colonización e Industria y Comercio, se constituyó a partir de funciones específicas, y hasta entonces poco asistidas, del resto de los despachos, como lo era el apoyo a la industria, la inventiva y el emprendimiento de negocios particulares; es decir, su área de políticas públicas correspondían a organizar el desarrollo del país. También destaca otro intento que no se concretó de volver a separar en el Ministerio de Gobernación y el Ministerio de Relaciones Exteriores. En 1855 con el Plan de Ayutla y el exilio de Santa Anna se cambió la denominación de «ministerio» a «secretaría de Estado» nuevamente.
La Constitución de 1857 trajo consigo una serie de cambios en la administración pública. En 1858 se anularon los dos cambios efectuados por la dictadura de Santa Anna. Se volvió a reunir la Secretaría de Relaciones Exteriores y Gobernación. Se eliminó la Secretaría de Fomento, Colonización, Industria y Comercio, en la que todas sus atribuciones se destinaron a las que la había originado.
Durante el Imperio de Maximiliano de Habsburgo, y con la promulgación del Estatuto Provisional del Imperio Mexicano en 1865, se establecieron nueve departamentos ministeriales, siendo estos de acuerdo con su artículo 5:

- Ministro de la Casa Imperial:
- “ id. de Estado;
- “ id. de Negocios Extranjeros y Marina;
- “ id. de Gobernación;
- “ id. de Justicia;
- “ id. de Instrucción pública y cultos;
- “ id. de Guerra;
- “ id. de Fomento;
- “ id. de Hacienda.

Sin embargo, en 1867 con la República Restaurada, Benito Juárez no se conservó nada de los nueve departamentos imperiales. En dicho año se concretó la división definitiva de las secretarías Gobernación y Relaciones Exteriores, nombres que actualmente tienen. Además se volvió a crear la Secretaría de Fomento, Colonización, Industria y Comercio, que había sido extinta en 1858.

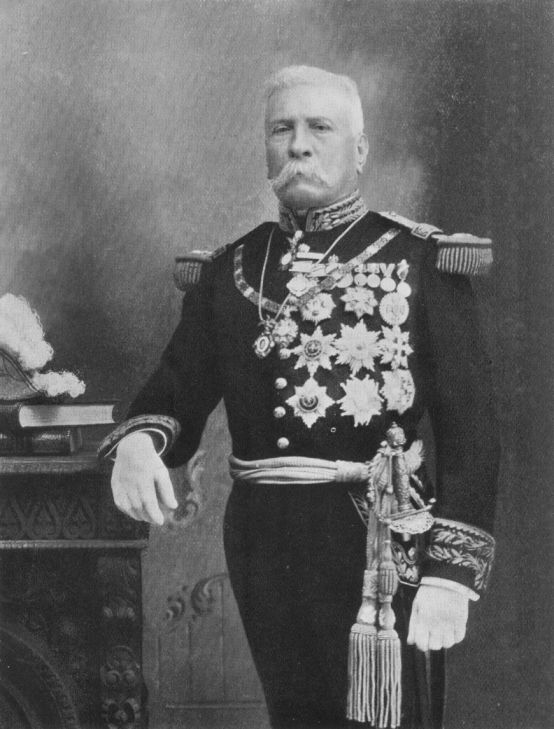
Porfirio Díaz creó dos secretarías en su administración: la Secretaría de Comunicaciones y Obras Públicas (1876) y la Secretaría de Instrucción Pública y Bellas Artes (1905), y la primera dependencia de una secretaría: la Procuraduría General de la República.

A inicios del Porfiriato se dieron cambios significativos. El primero fue en 1876, la primera vez que Porfirio Díaz asumió la presidencia, en la que se simplificó la denominación a Secretaría de Fomento. La segunda ocurrió en el contexto del impulso al desarrollo económico propio de este periodo, el 13 de mayo de 1891, cuando se retiraron de la Secretaría de Fomento, las funciones de elaboración y dirección de la infraestructura pública, para originar la séptima área en el organigrama del gobierno federal: la Secretaría de Comunicaciones y Obras Públicas.
Otro cambio significativo vino con el reacomodo de las funciones en el sistema de aranceles e impuestos vinculados al comercio, que al pasar de la secretaría de Fomento a la de Hacienda, terminó por configurar de manera definitiva la vigente estructura y nombre de esta última.

### SigloXX
El 22 de mayo de 1900 la primera dependencia de una secretaría de Estado nació: la Procuraduría General de la República. Se creó como un órgano nacido directamente de una reforma constitucional y cuyo titular, al igual que un secretario de Estado, sería nombrado y removido libremente por el presidente de la República, pero sería dependiente de la Secretaría de Justicia e Instrucción Pública.
El 18 de mayo de 1905 se creó la octava secretaría del gobierno federal. La Secretaría de Justicia e Instrucción Pública se dividió en dos: Secretaría de Justicia y Secretaría de Instrucción Pública y Bellas Artes.
Con los eventos de la Revolución mexicana ocurrieron una serie de cambios que fueron el reflejo de la inestabilidad política de la segunda década del siglo xx. 
Una vez concluida la Decena Trágica, el 19 de febrero de 1913 Victoriano Huerta decretó dos reformas del gabinete presidencial en materia económica. La Secretaría de Fomento cambió su nombre a Secretaría de Industria y Comercio y creó la novena secretaría de Estado: la Secretaría de Agricultura y Colonización, encargada del desarrollo rural y la colonización de nuevos territorios con fines productivos.
Una vez que fue despuesto Huerta existieron dos gobiernos paralelos: el convencionalista (emanados de la Convención de Aguascalientes) y el constitucionalista (dirigido por Venustiano Carranza). El 26 de agosto de 1914 Carranza, el primer jefe del Ejército Constitucionalista, como «encargado del poder ejecutivo de los Estados Unidos Mexicanos» fusionó la Secretaría de Industria y Comercio con la recién creada Secretaría de Agricultura y Colonización para crear una secretaría que reuniera las principales actividades económicas, bajo el nombre de Secretaría de Agricultura y Fomento.
La promulgación de la Constitución de 1917 marcó una brecha para crear un orden jurídico más estable. A nivel constitucional se creó la figura de «departamento administrativo», encargados de funciones esencialmente coyunturales, que no requerían de estructuras normativas o políticas más elaboradas, pero parte del gabinete presidencial, cuyos titulares se llamarían «jefes del departamento».  Además se reconoció a la Procuraduría General de la República como cabeza del Ministerio Público de la Federación (responsable de perseguir los delitos del orden federal), y con el mismo rango que una secretaría de Estado o un departamento administrativo, por lo que extinguió la Secretaría de Justicia, la primera secretaría de Estado desaparecida de la vida política nacional. 

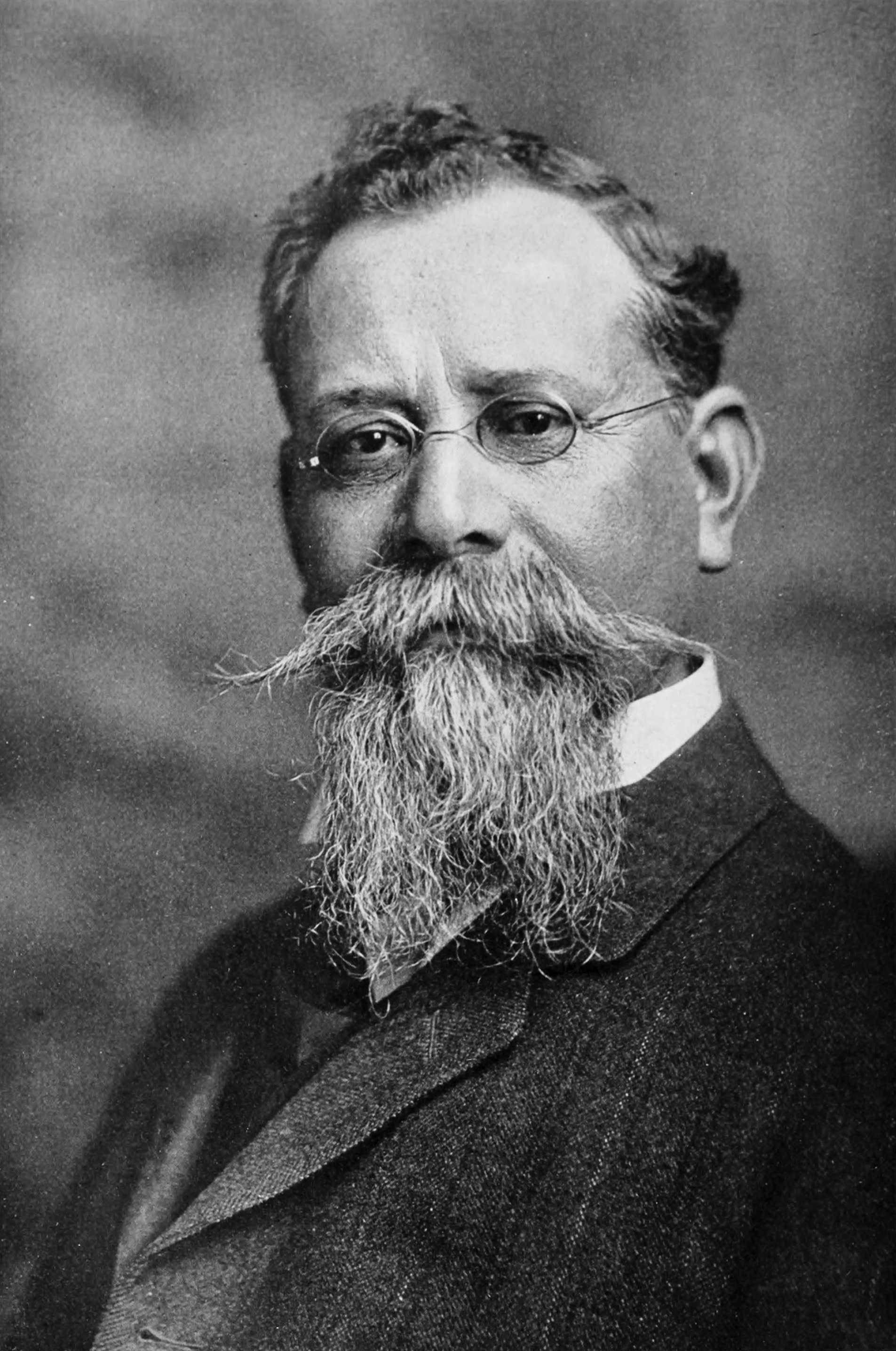
Venustiano Carranza creó la figura de «departamento administrativo» y agregó nuevas entidades al gabinete inspiradas de los ideales de la Revolución mexicana.

Carranza decretó una ley que organizó el gabinete el 14 de abril de 1917, que sin embargo solo sería vigente hasta que tomara posesión el presidente electo en las elecciones federales de 1917. El 31 de diciembre de 1917 Carranza ya como presidente constitucional promulgó la Ley de Secretarías de Estado y Departamentos Administrativos, que organizó el gabinete presidencial, además de la Procuraduría General de la República, en las ya tradicionales siete secretarías de Estado y cinco departamentos administrativos, sumando doce dependencias del gabinete:
- Secretaría de Gobernación
- Secretaría de Relaciones Exteriores
- Secretaría de Hacienda y Crédito Público
- Secretaría de Agricultura y Fomento
- Secretaría de Comunicaciones y Obras Públicas
- Secretaría de Industria, Comercio y Trabajo
- Secretaría de Guerra y Marina
- Departamento Universitario y Bellas Artes
- Departamento de Salubridad Pública
- Departamento de Contraloría
- Departamento de Aprovisionamientos Generales
- Departamento de Establecimientos Fabriles y Aprovisionamientos Militares.

La nueva ley trajo consigo cambios importantes. Restauró la separación de las secretarías de Agricultura y Fomento y de Industria, Comercio y Trabajo (donde además le agregó como facultad el desarrollo laboral). Reemplazó la Secretaría de Instrucción Pública y Bellas Artes por el Departamento Universitario y de Bellas Artes, para dar cumplimiento al artículo 3 de la Constitución Política (en materia educativa). Se crearon los departamentos de Salubridad Pública (encargado de la sanidad pública), Contraloría (en la materia homónima), de Aprovisionamientos Generales (producto de una escisión de la Secretaría de Industria, Comercio y Trabajo) y de Establecimientos Fabriles y Aprovisionamientos Militares (producto de una escisión de la Secretaría de Guerra y Marina).
En el gobierno de Álvaro Obregón, decretó el 3 de octubre de 1921 la extinción del Departamento Universitario y de Bellas Artes para subirlo de estatus y crear la Secretaría de Educación Pública, nombre que actualmente posee.
En el gobierno de Plutarco Elías Calles nació el primer organismo mexicano dedicado enteramente en la política hídrica: el 27 de enero de 1926 Calles decretó la Ley sobre Irrigación con Aguas Federales en la que se creó la Comisión Nacional de Irrigación, un organismo cuyo titular era nombrado por el presidente de la República pero dependiente de la Secretaría de Agricultura y Fomento.

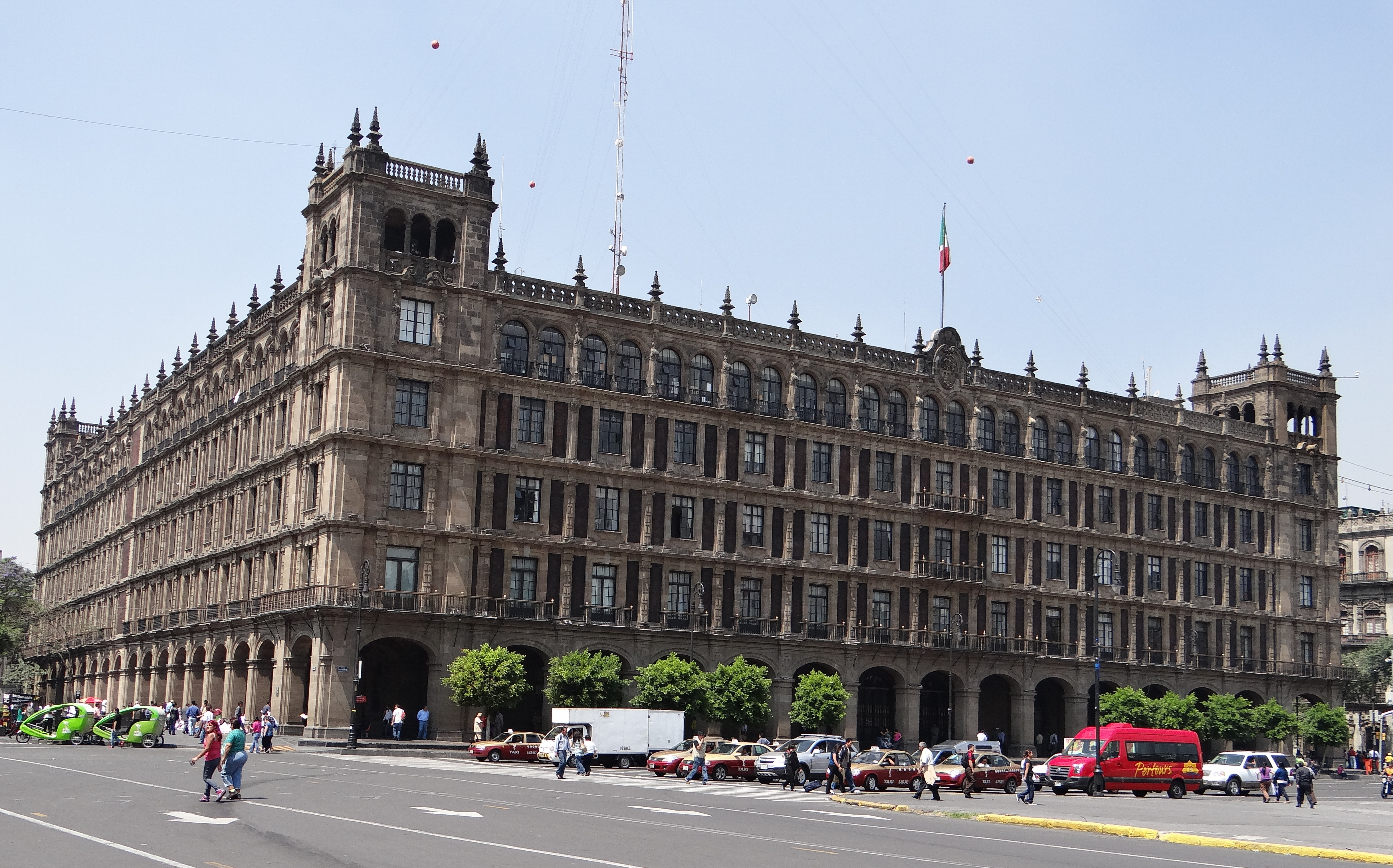
Sede del Departamento del Distrito Federal (hoy edificio de Gobierno de la Ciudad de México), departamento de Estado que duró de 1929 a 1997.

En el gobierno de Emilio Portes Gil ocurrió la reforma política del Distrito Federal de 1928. El 31 de diciembre de 1928 se creó el Departamento del Distrito Federal. Anteriormente los titulares de poder ejecutivo (denominados «gobernadores», al igual que los estados) del Distrito Federal —al igual que de los territorios federales—, pero con esta reforma pasó a formar del gabinete presidencial, y a su vez, facultaron al jefe del Departamento del Distrito Federal (comúnmente llamado regente de la ciudad) de nombrar y remover libremente a los delegados.
El 1 de noviembre de 1937 la Secretaría de Guerra y Marina cambia de nombre a Secretaría de la Defensa Nacional y posteriormente se crea el Departamento de Marina el 30 de septiembre de 1939. En 1937 se había creado la Secretaría de Asistencia Pública, que al fusionarse en 1943 con el Departamento de Salubridad originó la Secretaría de Salubridad y Asistencia. Mientras que en 1943 los departamentos de Trabajo y de Marina fueron elevados al rango con el nombre de Secretaría del Trabajo y Previsión Social y Secretaría de Marina respectivamente. Finalmente en 1946 fue creada la Secretaría de Recursos Hidráulicos para sustituir a la Comisión Nacional de Irrigación.
En el marco del Desarrollo estabilizador, la estructura del gabinete fue dirigida en función de que todas las áreas colaboraran, en el ámbito de sus responsabilidades, para fomentar dicha política económica. Por ello fue creada la Secretaría de la Presidencia, una especie de Jefatura de Gabinete; pues dicho despacho era en la práctica, la responsable de organizar y coordinar de forma anual las actividades de las demás, tomando en cuenta la mayor obligación que se le entregó: administrar el presupuesto público del gobierno federal. Los cambios en el sexenio de Adolfo López Mateos (en el que se creó dicha secretaría) incluyeron que la Secretaría de Bienes Nacionales e Inspección Administrativa, pasó a ser Secretaría del Patrimonio Nacional; la Secretaría de Economía se convirtió en Secretaría de Industria y Comercio; la de Comunicaciones y Obras Públicas fue separada en dos entidades distintas (correspondientes a los nombres de las actividades mencionadas). 
En 1974 los departamentos administrativos de Turismo y Reforma Agraria fueron elevados al rango de secretarías. En el gobierno de José López Portillo se suscitaron como cambios: la creación del Departamento de Pesca; la fusión de las Secretarías de Agricultura y la de Recursos Hidráulicos; y la ampliación de facultades de la secretaría de la Presidencia, que la transformó en Secretaría de Programación y Presupuesto. Durante el periodo de Miguel de la Madrid, y en el escenario de su plataforma de campaña denominada Renovación moral, se creó la Secretaría de la Contraloría General de la Federación, como encargada del correcto funcionamiento de la Administración Pública Federal, en un intento de combatir la corrupción. Además las secretarías de Asentamientos Humanos y
Obras Públicas, y Salubridad y Asistencia, se convirtieron en Secretaría de Desarrollo Urbano y Ecología, y Secretaría de Salud respectivamente.
Durante el gobierno de Carlos Salinas de Gortari en 1992, se devuelve la responsabilidad de administrar el presupuesto a la Hacienda y Crédito Público, con lo que desapareció el despacho de Programación y Presupuesto. Ese mismo año, cambiaron las atribuciones del área de Desarrollo Urbano y Ecología para crear la Secretaría de Desarrollo Social; el cambio fue a la par del fuerte impulso que recibió el eje de la política social del gobierno, el programa Solidaridad; quedando este cargo de esta secretaría.
En el inicio del sexenio de Ernesto Zedillo en 1994, la Secretaría de Pesca recibió facultades del área de Ecología, para convertirse en Secretaría del Medio Ambiente, Recursos Naturales y Pesca; con ello la de Agricultura y Recursos Hidráulicos se convirtió en Secretaría de Agricultura, Ganadería y Desarrollo Rural. Además, las áreas de energía, minas e industria paraestatal, fueron ascendidas al rango de secretaría de estado con el nombre de Secretaría de Energía. 
El 5 de diciembre de 1997 desapareció el Departamento del Distrito Federal, el último que conservaba dicha categoría, cuando asumió como jefe de Gobierno del Distrito Federal Cuauhtémoc Cárdenas y, según lo establecido en una reforma constitucional en 1995, le pudo otorgar una autonomía limitada a los poderes locales de la capital.

### SigloXXI
Durante el gobierno de Vicente Fox, el cambio más importante fue el de dirigir las facultades en materia de seguridad, de la secretaría de Gobernación a la nueva Secretaría de Seguridad Pública. El despacho de Comercio y Fomento Industrial se renombró Secretaría de Economía. Distintos cambios en las facultades trajeron la modificación en los nombres de algunas secretarías.
En el gobierno de Enrique Peña Nieto se presentaron como modificaciones, la desaparición de la Secretaría de Seguridad Pública para reintegrarla a Gobernación; la creación de la Secretaría de Cultura y la transformación de la Secretaría de la Reforma Agraria en Secretaría de Desarrollo Agrario, Territorial y Urbano; y la más importante, fue la reforma constitucional que separó del gabinete a la Procuraduría General de la República para crear la Fiscalía General de la República, cuyo titular ahora sería nombrado por el Senado de la República por nominación del presidente.
Finalmente, y antes de tomar posesión de la presidencia de la república, Andrés Manuel López Obrador impulsó reformas a la ley orgánica de la administración pública federal, para ampliar facultades o modificar los nombres y estrategias de algunas secretarías. Siendo los cambios más relevantes la creación de la Secretaría de Seguridad y Protección Ciudadana, que entre sus nuevas funciones se encuentra administrar todo lo relativo al servicio de inteligencia del Estado mexicano; el cambio de denominación de las secretarías de Desarrollo Social y la de Agricultura, Ganadería, Desarrollo Rural, Pesca y Alimentación, la primera para llamarse Secretaría de Bienestar, y la segunda para simplificarse como Secretaría de Agricultura y Desarrollo Rural, cambios que entraron en vigencia el 1 de diciembre de 2018. El 20 de octubre de 2021 la Secretaría de Comunicaciones y Transportes se renombró como Secretaría de Infraestructura, Comunicaciones y Transportes.
El 28 de noviembre de 2024, al inicio del gobierno de Claudia Sheinbaum, de manera paralela a una reforma constitucional en materia de simplificación gubernamental (desaparición de los órganos autónomos de telecomunicaciones, competencia económica y transparencia), se reestructuraron las funciones de la mayoría de las secretarías para absorber las facultades de los entes desaparecidos; además surgieron tres nuevos componentes del gabinete legal: la Secretaría de las Mujeres (sustituta del Instituto Nacional de las Mujeres), la Secretaría de Ciencia, Humanidades, Tecnología e Innovación (sustituta del CONAHCYT) y la Agencia de Transformación Digital y Telecomunicaciones.

## Características
Las características generales que deberán guardar las distintas secretarías, esta establecidas en los artículos del 10 al 17 de la Ley Orgánica de la Administración Pública Federal.

- Artículo 10.- Las Secretarías de Estado tendrán igual rango y entre ellas no habrá, por lo tanto, preeminencia alguna. Sin perjuicio de lo anterior, por acuerdo del Presidente de la República, la Secretaría de Gobernación coordinará las acciones de la Administración Pública Federal para cumplir sus acuerdos y órdenes.
- Artículo 11. Los titulares de las Secretarías de Estado ejercerán las funciones de su competencia por acuerdo del Presidente de la República.
- Artículo 12. Cada Secretaría de Estado formulará, respecto de los asuntos de su competencia; los proyectos de leyes, reglamentos, decretos, acuerdos, y órdenes del Presidente de la República.
- Artículo 13.- Los reglamentos, decretos y acuerdos expedidos por el Presidente de la República deberán, para su validez y observancia constitucionales, ir firmados por el Secretario de Estado respectivo y, cuando se refieran a asuntos de la competencia de dos o más Secretarías, deberán ser refrendados por todos los titulares de las mismas.
  - Tratándose de los decretos promulgatorios de las leyes o decretos expedidos por el Congreso de la Unión, sólo se requerirá el refrendo del titular de la Secretaría de Gobernación.

- Artículo 14.- Al frente de cada Secretaría habrá un Secretario de Estado, quien para el despacho de los asuntos de su competencia, se auxiliará por los Subsecretarios, Oficial Mayor, Directores, Subdirectores, Jefes y Subjefes de Departamento, oficina, sección y mesa, y por los demás funcionarios que establezca el reglamento interior respectivo y otras disposiciones legales. En los juicios de amparo, el Presidente de la República podrá ser representado por el titular de la dependencia a que corresponde el asunto, según la distribución de competencias. Los recursos administrativos promovidos contra actos de los Secretarios de Estado serán resueltos dentro del ámbito de su Secretaría en los términos de los ordenamientos legales aplicables.
- Artículo 15. (Derogado)
- Artículo 16.- Corresponde originalmente a los titulares de las Secretarías de Estado el trámite y resolución de los asuntos de su competencia, pero para la mejor organización del trabajo podrán delegar en los funcionarios a que se refiere el artículo 14 de esta Ley, cualesquiera de sus facultades, excepto aquéllas que por disposición de ley o del reglamento interior respectivo, deban ser ejercidas precisamente por dichos titulares.
  - Los propios titulares de las Secretarías de Estado también podrán adscribir orgánicamente las unidades administrativas establecidas en el reglamento interior respectivo, a las Subsecretarías, Oficialía Mayor, y a las otras unidades de nivel administrativo equivalente que se precisen en el mismo reglamento interior.
  - Los acuerdos por los cuales se deleguen facultades o se adscriban unidades administrativas se publicarán en el Diario Oficial de la Federación.

- Artículo 17. Para la más eficaz atención y eficiente despacho de los asuntos de su competencia, las Secretarías de Estado podrán contar con órganos administrativos desconcentrados que les estarán jerárquicamente subordinados y tendrán facultades específicas para resolver sobre la materia y dentro del ámbito territorial que se determine en cada caso, de conformidad con las disposiciones legales aplicables

En tanto que para los titulares de las mismas, sus características están establecidas en el artículo 91 de la constitución.

Para ser secretario del Despacho se requiere: ser ciudadano mexicano por nacimiento, estar en ejercicio de sus derechos y tener veinticinco años cumplidos.

## Gabinete presidencial

### Gabinete legal
El artículo 26 de la Ley Orgánica de la Administración Pública Federal establece la existencia y numera en el siguiente orden los nombres oficiales de las veintidós dependencias del presidente de la República para el despacho de sus asuntos administrativos:
| Dependencia                                                 | Antecedentes | Titular                         | Extitulares |
| ----------------------------------------------------------- | --- | ------------------------------- | ----------- |
| Secretaría de Gobernación                                   | Secretaría de Estado y del Despacho de Relaciones Exteriores e Interiores (1821-1837) Ministerio del Interior (1837-1841) Ministerio de Relaciones Exteriores e Interiores (1841-1842) Ministerio de Relaciones Exteriores, Gobernación y Policía (1842-1853) Ministerio de Gobernación (1853-1855) Secretaría de Gobernación (1855-1857) Secretaría de Relaciones Exteriores y Gobernación (1858-1867) Secretaría de Gobernación (desde 1867) | Rosa Icela Rodríguez            | Véase       |
| Secretaría de Relaciones Exteriores                         | Secretaría de Estado y del Despacho de Relaciones Exteriores e Interiores (1821-1837) Ministerio de Relaciones Exteriores (1837-1841) Ministerio de Relaciones Exteriores e Interiores (1841-1842) Ministerio de Relaciones Exteriores, Gobernación y Policía (1842-1853) Ministerio de Relaciones Exteriores (1853-1855) Secretaría de Relaciones Exteriores (1855-1857) Secretaría de Relaciones Exteriores y Gobernación (1858-1867) Secretaría de Relaciones Exteriores (desde 1867) | Juan Ramón de la Fuente         | Véase       |
| Secretaría de la Defensa Nacional                           | Secretaría de Guerra y Marina (1821-1837) Ministerio de Guerra y Marina (1837-1855) Secretaría de Guerra y Marina (1855-1936) Secretaría de la Defensa Nacional (desde 1936) | Ricardo Trevilla Trejo          | Véase       |
| Secretaría de Marina                                        | Departamento de la Marina Nacional (1940) Secretaría de Marina (desde 1940) | Raymundo Pedro Morales Ángeles  | Véase       |
| Secretaría de Seguridad y Protección Ciudadana              | Secretaría de Seguridad Pública (2000-2013) Secretaría de Seguridad y Protección Ciudadana (desde 2018) | Omar García Harfuch             | Véase       |
| Secretaría de Hacienda y Crédito Público                    | Secretaría de Hacienda Pública (1821-1837) Ministerio de Hacienda (1837-1853) Ministerio de Hacienda y Crédito Público (1853-1855) Secretaría de Hacienda y Crédito Público (desde 1855) | Edgar Amador Zamora             | Véase       |
| Secretaría de Bienestar                                     | Secretaría de Obras Públicas (1959-1976) Secretaría de Asentamientos Humanos y Obras Públicas (1976-1982) Secretaría de Desarrollo Urbano y Ecología (1982-1992) Secretaría de Desarrollo Social (1992-2018) Secretaría de Bienestar (desde 2018) | Ariadna Montiel Reyes           | Véase       |
| Secretaría de Medio Ambiente y Recursos Naturales           | Departamento de Pesca (1976-1982) Secretaría de Pesca (1982-1994) Secretaría de Medio Ambiente, Recursos Naturales y Pesca (1994-2000) Secretaría de Medio Ambiente y Recursos Naturales (desde 2000) | Alicia Bárcena Ibarra           | Véase       |
| Secretaría de Energía                                       | Secretaría de Bienes Nacionales e Inspección Administrativa (1946-1958) Secretaría del Patrimonio Nacional (1958-1976) Secretaría de Patrimonio y Fomento Industrial (1976-1982) Secretaría de Energía, Minas e Industria Paraestatal (1982-1994) Secretaría de Energía (desde 1994) | Luz Elena González Escobar      | Véase       |
| Secretaría de Economía                                      | Ministerio de Fomento, Colonización, Industria y Comercio (1853-1855) Secretaría de Fomento, Colonización, Industria y Comercio (1855-1857) Secretaría de Fomento, Colonización e Industria (1876-1911) Secretaría de Fomento (1911-1914) Secretaría de Industria y Comercio (1914-1917) Secretaría de Industria, Comercio y Trabajo (1917-1932) Secretaría de la Economía Nacional (1932-1946) Secretaría de Economía (1946-1958) Secretaría de Industria y Comercio (1958-1976) Secretaría de Comercio (1976-1982) Secretaría de Comercio y Fomento Industrial (1982-2000) Secretaría de Economía (desde 2000) | Marcelo Ebrard                  | Véase       |
| Secretaría de Agricultura y Desarrollo Rural                | Secretaría de Agricultura y Colonización (1913-1914) Secretaría de Agricultura y Fomento (1917-1946) Secretaría de Agricultura y Ganadería (1946-1976) Secretaría de Agricultura y Recursos Hidráulicos (1976-1994) Secretaría de Agricultura, Ganadería y Desarrollo Rural (1994-2000) Secretaría de Agricultura, Ganadería, Desarrollo Rural, Pesca y Alimentación (2000-2018) Secretaría de Agricultura y Desarrollo Rural (desde 2018) | Julio Berdegué Sacristán        | Véase       |
| Secretaría de Infraestructura, Comunicaciones y Transportes | Secretaría de Comunicaciones y Obras Públicas (1891-1958) Secretaría de Comunicaciones y Transportes (1958-2021) Secretaría de Infraestructura, Comunicaciones y Transportes (desde 2021) | Jesús Antonio Esteva Medina     | Véase       |
| Secretaría Anticorrupción y Buen Gobierno                   | Secretaría de la Controlaría General de la Federación (1982-1994) Secretaría de Contraloría y Desarrollo Administrativo (1994-2003) Secretaría de la Función Pública (2003-2024) Secretaría Anticorrupción y Buen Gobierno (desde 2025) | Raquel Buenrostro Sánchez       | Véase       |
| Secretaría de Educación Pública                             | Secretaría de Instrucción Pública y Bellas Artes (1905-1917) Departamento Universitario y de Bellas Artes (1917-1921) Secretaría de Educación Pública (desde 1921) | Mario Delgado Carrillo          | Véase       |
| Secretaría de Ciencia, Humanidades, Tecnología e Innovación | Consejo Nacional de Ciencia y Tecnología (1970-2023) Consejo Nacional de Humanidades, Ciencias y Tecnologías (2023-2024) Secretaría de Ciencia, Humanidades, Tecnología e Innovación (desde 2025) | Rosaura Ruiz Gutiérrez          | Véase       |
| Secretaría de Salud                                         | Secretaría de Asistencia Social (1938) Secretaría de Salubridad y Asistencia (1940-1982) Secretaría de Salud (desde 1982) | David Kershenobich Stalnikowitz | Véase       |
| Secretaría del Trabajo y Previsión Social                   | Departamento del Trabajo (1932-1941) Secretaría de Trabajo y Previsión Social (desde 1941) | Marath Baruch Bolaños López     | Véase       |
| Secretaría de Desarrollo Agrario, Territorial y Urbano      | Departamento Agrario (1934-1958) Departamento de Asuntos Agrarios y Colonización (1958-1970) Secretaría de la Reforma Agraria (1974-2013) Secretaría de Desarrollo Agrario, Territorial y Urbano (desde 2013) | Edna Elena Vega Rangel          | Véase       |
| Secretaría de Cultura                                       | Secretaría de Cultura (desde 2015) | Claudia Curiel de Icaza         | Véase       |
| Secretaría de Turismo                                       | Departamento de Turismo (1958-1970) Secretaría de Turismo (desde 1970) | Josefina Rodríguez Zamora       | Véase       |
| Secretaría de las Mujeres                                   | Instituto Nacional de las Mujeres (2001-2024) Secretaría de las Mujeres (desde 2025) | Citlalli Hernández              | Véase       |
| Consejería Jurídica del Ejecutivo Federal                   | Consejería Jurídica del Ejecutivo Federal (desde 1996) | Ernestina Godoy Ramos           | Véase       |
| Agencia de Transformación Digital y Telecomunicaciones      | Agencia de Transformación Digital y Telecomunicaciones (desde 2025) | José Antonio Peña Merino        | Véase       |

### Gabinete ampliado
El gabinete ampliado está conformada por todas entidades dependientes del ejecutivo federal que no están integradas en el gabinete legal que en suma son un total de 299 dependencias y organismos descentralizados:
- Empresas productivas del Estado. Son las empresas estatales en las que el Estado es el propietario de la totalidad de su producción, y que constitucionalmente tienen permitido ejercer el monopolio en sus funciones. Existen dos: Petróleos Mexicanos —petróleo y gas natural— y la Comisión Federal de Electricidad —energía eléctrica—. Sus titulares son el principal director de la empresa y el presidente de las mismas es el secretario de Energía en turno. Forman parte de la Administración Pública Paraestatal.
- Organismos descentralizados. Es el principal y más común tipo de entidad dentro de la Administración Pública Paraestatal. Sus nombres suelen iniciar por instituto o comisión. En la mayoría de los casos están sectorizados a una secretaría, y son inmediatamente inferiores al secretario de Estado dentro de los organigramas; pero también pueden no estar sectorizadas y depender directamente del presidente sin ningún secretario de por medio.
- Empresas de participación estatal mayoritaria. Son aquellas empresas en las que el Estado es dueño de, por lo menos, el 50 % del capital. Su finalidad es satisfacer las necesidades de bienes o servicios que las leyes establezcan, a la par de asegurar la continuidad de la estructura productivo-comercial así como sus necesarias inversiones. Históricamente el estado mexicano era activo participante y propietario de una gran cantidad de empresas, en el marco del Estatismo, propio del régimen priísta del siglo XX; pero a partir del sexenio de Miguel de la Madrid, se inició un periodo de privatización que disminuyó casi en su totalidad estas empresas, no obstante, se conservan algunas todavía en la actualidad, como Telecomm-Telégrafos, Correos de México, Aeropuertos y Servicios Auxiliares, Notimex y la Lotería Nacional.[46][47][48] Forman parte de la Administración Pública Paraestatal.
- Fideicomisos públicos. Son fideicomisos creados para ahorrar dinero y satisfacer en un ámbito en específico (especialmente alguno en el que se requiera una fuerte inversión, ya sea para resolver carencias de la población o para promover un mercado emergente. Son dependientes a las secretarías de Estado a las que estén sectorizados, no obstante, en todos los casos el fideicomisario es la Secretaría de Hacienda y Crédito Público. Forman parte de la Administración Pública Paraestatal.

Las entidades más importantes del gabinete ampliado debido a su relevancia en la vida política y diaria nacional son las siguientes:
| Cargo                                                                      | Tipo                                         | Dependiente de / sectorizado a                              | Titular                      |
| -------------------------------------------------------------------------- | -------------------------------------------- | ----------------------------------------------------------- | ---------------------------- |
| Petróleos Mexicanos                                                        | Empresa productiva del Estado                | Secretaría de Energía                                       | Víctor Rodríguez Padilla     |
| Comisión Federal de Electricidad                                           | Empresa productiva del Estado                | Secretaría de Energía                                       | Emilia Esther Calleja Alor   |
| Comisión Nacional del Agua                                                 | Órgano administrativo desconcentrado         | Secretaría de Medio Ambiente y Recursos Naturales           | Efraín Morales López         |
| Instituto de Seguridad y Servicios Sociales de los Trabajadores del Estado | Organismo descentralizado                    | Secretaría de Salud                                         | Martí Batres                 |
| Instituto Mexicano del Seguro Social                                       | Organismo descentralizado                    | Secretaría de Salud                                         | Zoé Robledo Aburto           |
| Servicio de Administración Tributaria                                      | Órgano administrativo desconcentrado         | Secretaría de Hacienda y Crédito Público                    | Antonio Martínez Dagnino     |
| Instituto del Fondo Nacional de la Vivienda para los Trabajadores          | Organismo descentralizado                    | —                                                           | Octavio Romero Oropeza       |
| Sistema Nacional para el Desarrollo Integral de la Familia                 | Organismo descentralizado                    | Secretaría de Salud                                         | María del Rocío García Pérez |
| Comisión Nacional de Cultura Física y Deporte                              | Organismo descentralizado                    | Secretaría de Educación Pública                             | Rommel Pacheco               |
| Instituto Nacional de los Pueblos Indígenas                                | Organismo descentralizado                    | —                                                           | Adelfo Regino Montes         |
| Consejo Nacional para Prevenir la Discriminación                           | Organismo descentralizado                    | Secretaría de Gobernación                                   | Claudia Morales Reza         |
| Procuraduría Federal del Consumidor                                        | Organismo descentralizado                    | Secretaría de Economía                                      | César Iván Escalante Ruiz    |
| Procuraduría Federal de Protección al Ambiente                             | Organismo descentralizado                    | Secretaría de Medio Ambiente y Recursos Naturales           | Mariana Boy Tamborrell       |
| Instituto Nacional de Migración                                            | Organismo descentralizado                    | Secretaría de Gobernación                                   | Sergio Salomón Céspedes      |
| Caminos y Puentes Federales                                                | Organismo descentralizado                    | Secretaría de Infraestructura, Comunicaciones y Transportes | Elsa Julieta Veites Arévalo  |
| Nacional Financiera                                                        | Empresa de participación estatal mayoritaria | Secretaría de Hacienda y Crédito Público                    | Luis Antonio Ramírez Pineda  |
| Fondo Nacional de Fomento al Turismo                                       | Fideicomiso público                          | Secretaría de Turismo                                       | Lyndia Quiroz Zavala         |

## Antiguas dependencias del gabinete presidencial
| Dependencia* | Historia |
| --- | --- |
| Secretaría de Justicia | - Desaparición para pasar sus facultades a la Procuraduría General de la República (1917) |
| Procuraduría General de la República                                                                                      | - Desaparición para crear la Fiscalía General de la República (2018) |
| Departamento de Contraloría                                                                                               | - Desaparición para integrar sus facultades a la Secretaría de Hacienda y Crédito Público (1932) |
| Departamento de Aprovisionamientos Generales                                                                              | - Desaparición para integrar sus facultades a la Secretaría de Hacienda y Crédito Público (1925) |
| Departamento de Establecimientos Fabriles y Aprovisionamientos Militares                                                  | - Desaparición para integrar sus facultades a la Secretaría de Guerra y Marina (1935), actualmente Secretaría de la Defensa Nacional |
| Departamento de Salubridad Pública                                                                                        | - Desaparición para integrar sus facultades a la Secretaría de Asistencia Pública y crear la Secretaría de Salubridad y Asistencia (1943), actualmente Secretaría de Salud |
| Departamento de Estadística Nacional                                                                                      | - Desaparición para integrar sus facultades a la Secretaría de la Economía Nacional (1932), hoy Secretaría de Economía |
| Departamento del Distrito Federal                                                                                         | - Desaparición para convertirlo en el Gobierno del Distrito Federal (1997), actualmente Gobierno de la Ciudad de México |
| Procuraduría General de Justicia del Distrito Federal                                                                     | - Pasa a ser una dependencia del Gobierno del Distrito Federal (1997), actualmente Gobierno de la Ciudad de México |
| Departamento de Asuntos Indígenas                                                                                         | - Desaparición para integrar sus facultades a la Secretaría de Educación Pública (1940), después al Instituto Nacional Indigenista (1948); luego, para cumplir con los acuerdos establecidos con el Ejército Zapatista de Liberación Nacional se crea la Comisión Nacional para el Desarrollo de los Pueblos Indígenas y recientemente se reconfiguró en el Instituto Nacional de los Pueblos Indígenas. |
| Departamento de Educación Física                                                                                          | - Desaparición para integrar sus facultades a la Secretaría de Educación Pública (1940) |
| Departamento Forestal y de Caza y Pesca                                                                                   | - Desaparición para integrar sus facultades a la Secretaría de Agricultura y Fomento (1939), hoy Secretaría de Agricultura y Desarrollo Rural |
| Departamento de Ferrocarriles Nacionales                                                                                  | - Desaparición para crear la empresa estatal Ferrocarriles Nacionales de México (1937) |
| Departamento de Prensa y Publicidad                                                                                       | - Extinción (1937) |
| Secretaría de Recursos Hidráulicos                                                                                        | - Desaparición para integrar sus facultades a la Secretaría de Agricultura y Ganadería y crear la Secretaría de Agricultura y Recursos Hidráulicos (1976), hoy Secretaría de Agricultura y Desarrollo Rural |
| Departamento de la Industria Militar                                                                                      | - Desaparición para integrar sus facultades a la Secretaría de la Defensa Nacional (1977) |
| Secretaría de Programación y Presupuesto                                                                                  | - Desaparición para integrar sus facultades a la Secretaría de Hacienda y Crédito Público (1992) |
| *En el caso de que la dependencia haya variado de nombre a lo largo de su existencia, se opta por su última denominación. | |

## Lista de gabinetes

### Consejos de ministros del Primer Imperio y el Gobierno Provisional
| - Consejo de ministros de la 1.ª regencia imperial (1821-1822) - Consejo de ministros de la 2.ª regencia imperial (1821-1822) | - Consejo de ministros de Agustín I (1822-1823) - Gabinete del gobierno provisional (1823-1824) |

### Gabinetes de la Primera República Federal
| - Gabinete de Guadalupe Victoria (1824-1829) - Gabinete de Vicente Guerrero (1829) - Gabinete de José María Bocanegra (1829) - Gabinete del triunvirato (1829-1830) - 1.er gabinete de Anastasio Bustamante (1830-1832) - Gabinete de Melchor Múzquiz (1832) - Gabinete de Manuel Gómez Pedraza (1832-1833) - 1.er gabinete de Valentín Gómez Farías (1833) - 1.er gabinete de Antonio López de Santa Anna (1833) | - 2.º gabinete de Valentín Gómez Farías (1833) - 2.º gabinete de Antonio López de Santa Anna (1833) - 3.er gabinete de Valentín Gómez Farías (1833) - 3.er gabinete de Antonio López de Santa Anna (1833) - 4.º gabinete de Valentín Gómez Farías (1833-1834) - 4.º gabinete de Antonio López de Santa Anna (1834-1835) - Gabinete de Miguel Barragán (1835-1836) |

### Gabinetes de la República Centralista
| - Gabinete de José Justo Corro (1836-1837) - 2.º gabinete de Anastasio Bustamente (1837-1839) - 5.º gabinete de Antonio López de Santa Anna (1839) - 1.er gabinete de Nicolás Bravo (1839) - 3.º gabinete de Anastasio Bustamante (1839-1841) | - Gabinete de Francisco Javier Echeverría (1841) - 6.º gabinete de Antonio López de Santa Anna (1841-1842) - 2.º gabinete de Nicolás Bravo (1842-1843) - 7.º gabinete de Antonio López de Santa Anna (1843) |

### Gabinetes de la Segunda República Federal y el Segundo Imperio
| - 1.er gabinete de José Mariano Salas (1846) - 5.º gabinete de Valentín Gómez Farías (1846-1847) - 9.º gabinete de Antonio López de Santa Anna (1847) - 1.er gabinete de Pedro María Anaya (1847) - 10.º gabinete de Antonio López de Santa Anna (1847) - 1.er gabinete de Manuel de la Peña y Peña (1847) - 2.º gabinete de Pedro María Anaya (1847-1848) - 2.º gabinete de Manuel de la Peña y Peña (1848) - 3.er gabinete de José Joaquín Herrera (1848-1851) - Gabinete de Mariano Arista (1851-1853) - Gabinete de Juan Bautista Ceballos (1853) - Gabinete de Manuel María Lombardini (1853) - 11.º gabinete de Antonio López de Santa Anna (1853-1855) | - Gabinete de Martín Carrera (1855) - Gabinete de Rómulo Díaz de la Vega (1855) - Gabinete de Juan Álvarez (1855) - Gabinete de Ignacio Comonfort (1855-1858) - 1.er gabinete de Benito Juárez (1858-1861) - Gabinete de Félix María Zuloaga (1858) - Gabinete de Manuel Robles Pezuela (1858-1859) - 2.º gabinete de José Mariano Salas (1859) - 1.er gabinete de Miguel Miramón (1859-1860) - Gabinete de José Ignacio Pavón (1860) - 2.º gabinete de Miguel Miramón (1860) - 2.º gabinete de Benito Juárez (1861-1867) - Ministerio de Maximiliano de Habsburgo (1864-1867) |

### Gabinetes de la República Restaurada y el Porfiriato
| - 3.er gabinete de Benito Juárez (1867-1871) - 4.º gabinete de Benito Juárez (1871-1872) - Gabinete de Sebastián Lerdo de Tejada (1872-1876) - 1.er gabinete de Porfirio Díaz (1876) - Gabinete de Juan N. Méndez (1876-1877) - 2.º gabinete de Porfirio Díaz (1877-1880) - Gabinete de Manuel González Flores (1880-1884) | - 3.er gabinete de Porfirio Díaz (1884-1888) - 4.º gabinete de Porfirio Díaz (1888-1892) - 5.º gabinete de Porfirio Díaz (1892-1896) - 6.º gabinete de Porfirio Díaz (1896-1900) - 7.º gabinete de Porfirio Díaz (1900-1904) - 8.º gabinete de Porfirio Díaz (1904-1910) - 9.º gabinete de Porfirio Díaz (1910-1911) |

### Gabinetes de la Revolución y Posrevolución
| - Gabinete de Francisco León de la Barra (1911) - Gabinete de Francisco I. Madero (1911-1913) - Gabinete de Pedro Lascuráin Paredes (1913) - Gabinete de Victoriano Huerta (1913-1914) - Gabinete de Francisco Carvajal (1914) - 1.er gabinete de Venustiano Carranza (1914-1917) - Gabinete de Eulalio Gutiérrez Ortiz (1914-1915) - Gabinete de Roque González Garza (1915) | - Gabinete de Francisco Lagos Cházaro (1915) - 2.º gabinete de Venustiano Carranza (1917-1920) - Gabinete de Álvaro Obregón (1920-1924) - Gabinete de Plutarco Elías Calles (1924-1928) - Gabinete de Emilio Portes Gil (1928-1930) - Gabinete de Pascual Ortiz Rubio (1930-1932) - Gabinete de Abelardo L. Rodríguez (1932-1934) |

### Gabinetes sexenales
| - Gabinete de Lázaro Cárdenas (1934-1940) - Gabinete de Manuel Ávila Camacho (1940-1946) - Gabinete de Miguel Alemán Valdés (1946-1952) - Gabinete de Adolfo Ruiz Cortines (1952-1958) - Gabinete de Adolfo López Mateos (1958-1964) - Gabinete de Gustavo Díaz Ordaz (1964-1970) - Gabinete de Luis Echeverría Álvarez (1970-1976) - Gabinete de José López Portillo (1976-1982) | - Gabinete de Miguel de la Madrid (1982-1988) - Gabinete de Carlos Salinas de Gortari (1988-1994) - Gabinete de Ernesto Zedillo (1994-2000) - Gabinete de Vicente Fox (2000-2006) - Gabinete de Felipe Calderón (2006-2012) - Gabinete de Enrique Peña Nieto (2012-2018) - Gabinete de Andrés Manuel López Obrador (2018-2024) - Gabinete de Claudia Sheinbaum Pardo (2024-2030) |